# マーサーズバーグ・アカデミー

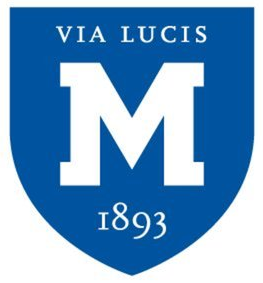
学校ロゴ

マーサーズバーグ・アカデミー（Mercersburg Academy）は、アメリカ合衆国ペンシルベニア州のフランクリン郡マーサーズバーグにある私立の中等教育機関。1836年に設立され、歴史的な校舎や美しいキャンパスが特徴。

## キャンパス
ピッツバーグやフィラデルフィア、またワシントンD.C.から車で約2時間の距離にあり、歴史的な建造物や景観が豊かな田園地帯に位置している。
300エーカーのキャンパスは西部をマーサーズバーグ市街地に接しており、南部はブキャナントレイルウエスト道路に面している。
西部には7つの学生寮、プロテスタント教会や図書館、食堂棟、そして教室棟や事務棟が並ぶ。
キャンパス東側及び南側には運動施設等が点在しており、その中にはテニスコート10面、サッカー場2面、アメリカンフットボール場、野球場、ソフトボール場、アウトドア棟、そして教職員居住区を含んでいる。

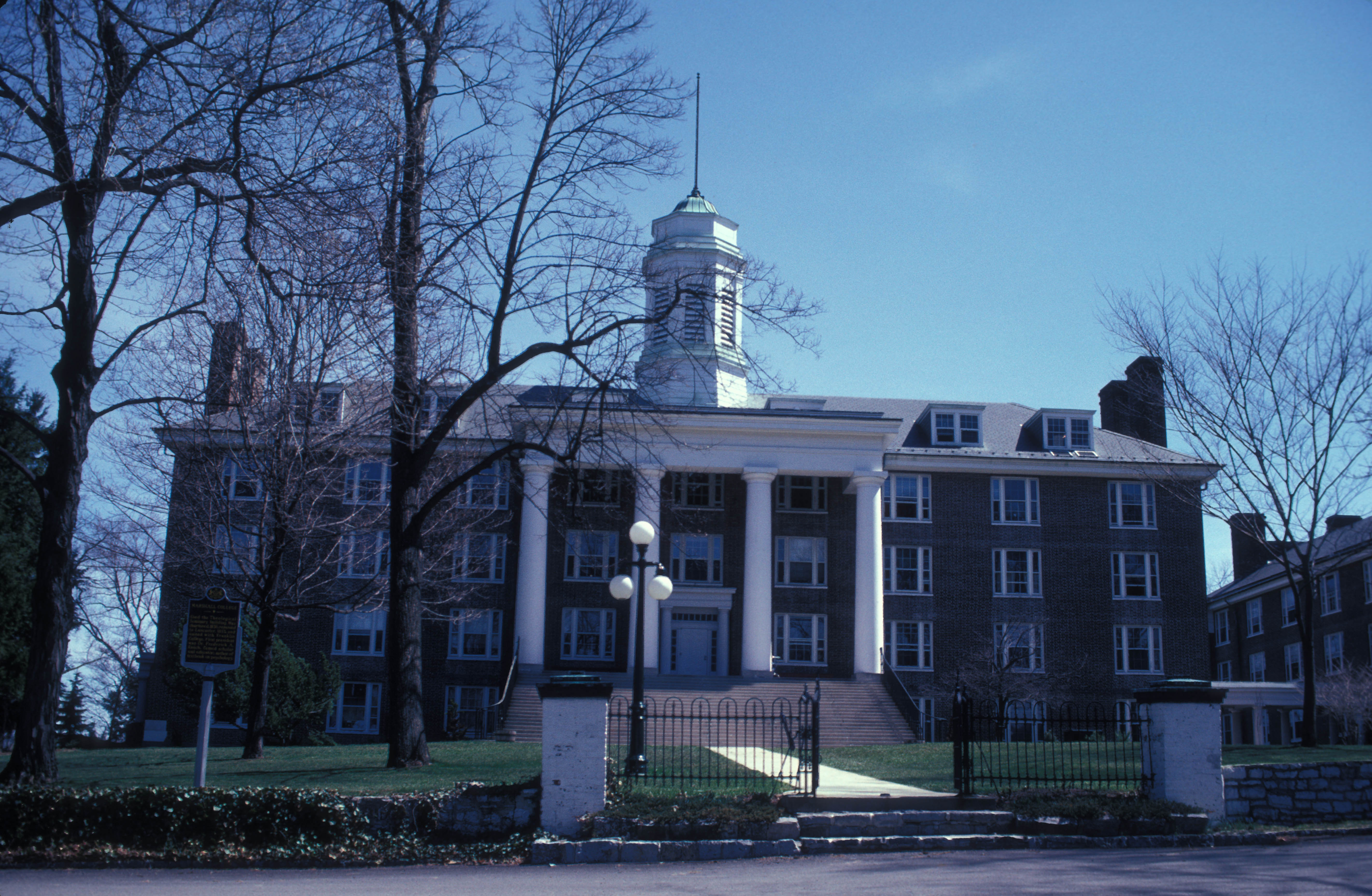
メインホール（男子寮で、校内で最も古くから残る建造物）正面

## 教育

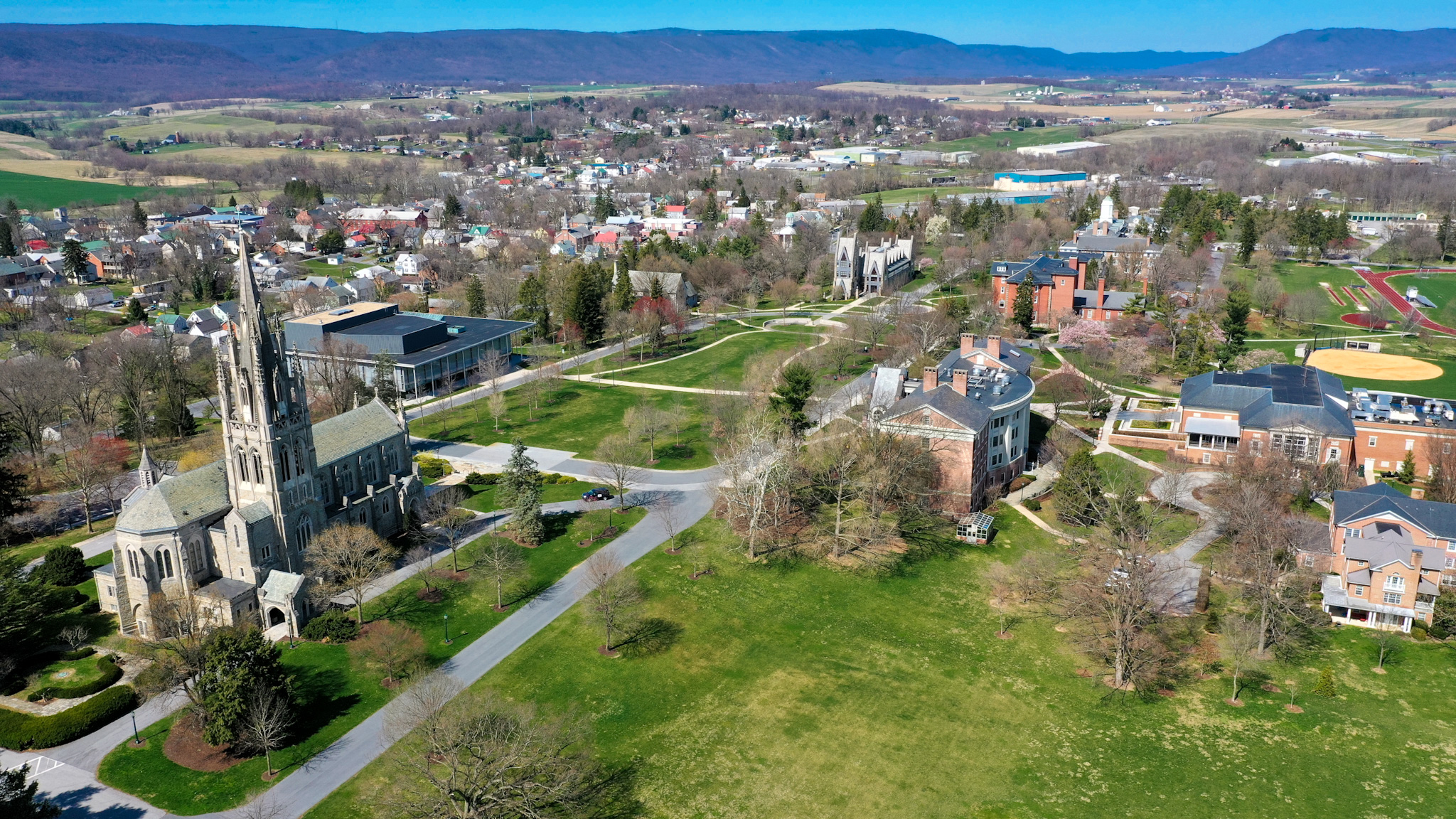
キャンパス全景（西部）

本校は現在170の授業が106名の教諭（うち77名は修士号を、4名は博士号を取得）によって教えられている。対象学年は9年生から12年生、そしてポストグラッド（13年生）であり、アメリカの標準的な高校と同様である。2020年度の入学者は442人で、51%が男子、49%が女子生徒であった。84%の生徒が学内に存在する学生寮に暮らし、残る16%は通学している。本校の合格率は33%である。
マーサスバーグは40の優秀者向け授業（Honours, AP, Post APs)を含む、合計170もの授業を行う。
なお本校には教会があるが入信は義務ではなく、儀式などでの宗教行事以外では宗教による影響は少ない。

## アドミッション
2022年度の基本的な学費は寮生の場合は64150米ドル、通学生であれば38025米ドルであった。本校は700万米ドル超の奨学金予算を有し、およそ半数の生徒が奨学金（経済的事情を鑑みた奨学金、または学業優秀者奨学金）を受け取っている。学業優秀者の奨学金はArce Scholarships、the Guttman Scholarship、the Hale Scholarship、the Legacy Scholarships、the Mercersburg Scholarships、the Regents Scholarships、the Witmer Scholarship、and the 1893 Scholarshipを含む。
生徒は36カ国と27米州（とワシントン特別区）から集う。留学生は全体の二割ほどを占め、米国内の生徒の25%が有色人種である。2017年度卒業者のうち78%はBarron's Profiles of American Colleges, with 68 percent accepted by one of U.S. News & World Report's Top 50 National Universities or Top 50 Liberal Arts Collegesに「競争が非常に激しい大学』または『競争が激しい大学』分類される大学に合格している。

## 課外活動
マーサーズバーグでは放課後のクラブ活動（PGA）に入る義務がある。クラブは季節（秋冬春）ごとに異なり、そのうちから一つを選んで参加する。

### 体育会

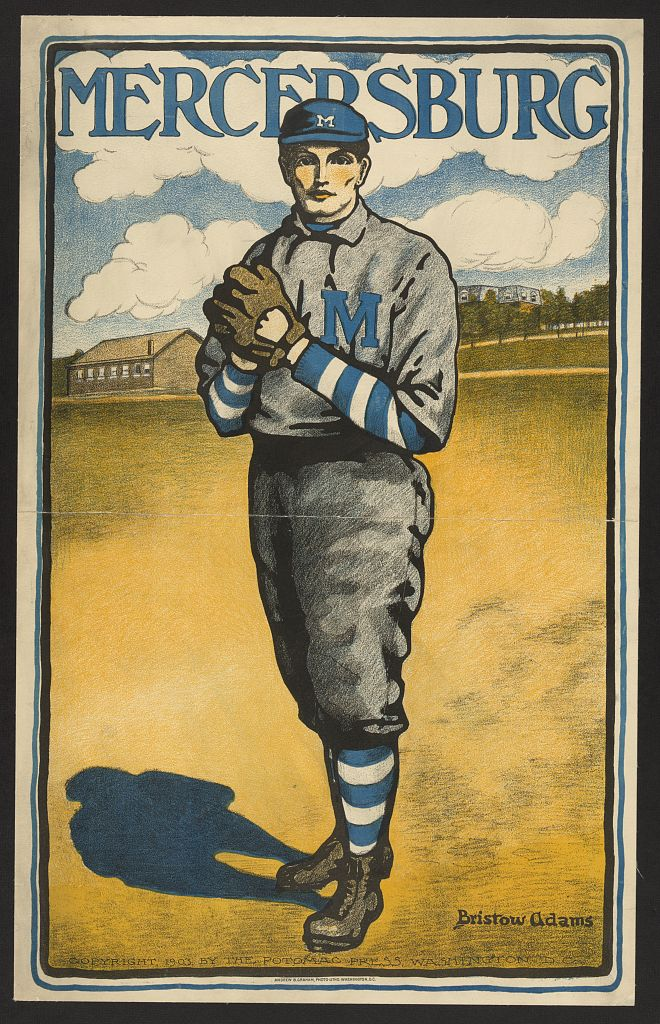
マーサーズバーグ野球部員 Bristow Adams, 1903

上記のとおり広大な敷地には運動施設が多くあり、季節毎に別のスポーツが設定されている。
2000年に本校はMAPL（Mid-Atlantic Prep League)に加入し、北東部に位置する他の名門寄宿制高校とリーグを組んでいる。
本リーグは他に5校が参加している。テニスや野球、バレーボールやバスケットボール、競泳や飛込競技等の様々なスポーツで、シーズンを通してリーグ戦を行いシーズンの終りに最終戦が行われる。
水泳部のレベルには定評があり、合計4人の五輪金メダリスト（うち戦後に二人）を排出している。2020年には新プールが落成した。

### 演劇部(Stony Batter)
1899年に、初代校長の妻のカミル夫人により演劇部が創設された。愛称であるStony Batterとは、キャンパスの付近で産まれた第１５代米国大統領であるJ・ブキャナンの出生地より拝借している。
今日では部員はStony Batter Playerと呼ばれ、Fiddler on the Roof, Mamma Mia!, Proof, The Real Inspector Hound, Chicago, The Diary of Anne Frank, Antigone: An Apocalypse, Legally Blonde: The Musical, Urinetown, Mere Mortals, The Caucasian Chalk Circle, World War Z、そしてLend Me A Tenorといった作品を上演してきた。春季には伝統的なシェークスピア作品から、現代的な「10分劇」といったものまで幅広い内容の演劇を行う。ハリウッドの伝説でありオスカー賞受賞者であるジミースチュワート（1928年度卒）も、学生時代に演劇部に所属していた。